# Pisolithus abditus
Pisolíthus abdítus (лат. Pisolíthus abdítus) — гриб-гастеромицет рода пизолитусов. Открыт в 2003 г. в Таиланде.

## Описание
Гриб с булавовидным плодовым телом, покрытым буроватым перидием, со слегка искривлённой ложной ножкой и шаровидными базидиоспорами.
Произрастает в Таиланде на песчанистых почвах под деревьями вида Dipterocarpus alatus.
Несъедобный гриб.

## Источник
- Информация с сайта Mycobank.org